# Bulbophyllum aristatum
Bulbophyllum aristatum – gatunek epifitycznych roślin z rodziny storczykowatych (Orchidaceae). Występuje w Ameryce Południowej i Centralnej w Belize, Kostaryce, na Kubie, Dominikanie, w Salwadorze, Gwatemali, Haiti, Hondurasie, Meksyku, Panamie i Wenezueli. Rośnie w wilgotnych lasach lub lasach sosnowych na wysokościach od 550 do 1500 m n.p.m.
Pseudobulwy owalne, oddalone od siebie o ok. 2 cm, wyrastają z nich dwa wierzchołkowe, skórzaste, ciemnozielone od góry, bladozielone od spodu liście. Kwitnie jesienią i zimą, wytwarzając wyrastający z nasady, wzniesiony kwiatostan o długości do 35 cm. Kwiatostan jest wielokwiatowy, ze spiralnie ułożonymi kwiatami o średnicy około 2 mm.

## Systematyka
Gatunek rodzaju Bulbophyllum sklasyfikowany do podplemienia Dendrobiinae w plemieniu Dendrobieae, podrodzina epidendronowe (Epidendroideae), rodzina storczykowate (Orchidaceae), rząd szparagowce (Asparagales) w obrębie roślin jednoliściennych.